# Nikolaus Wyrwoll

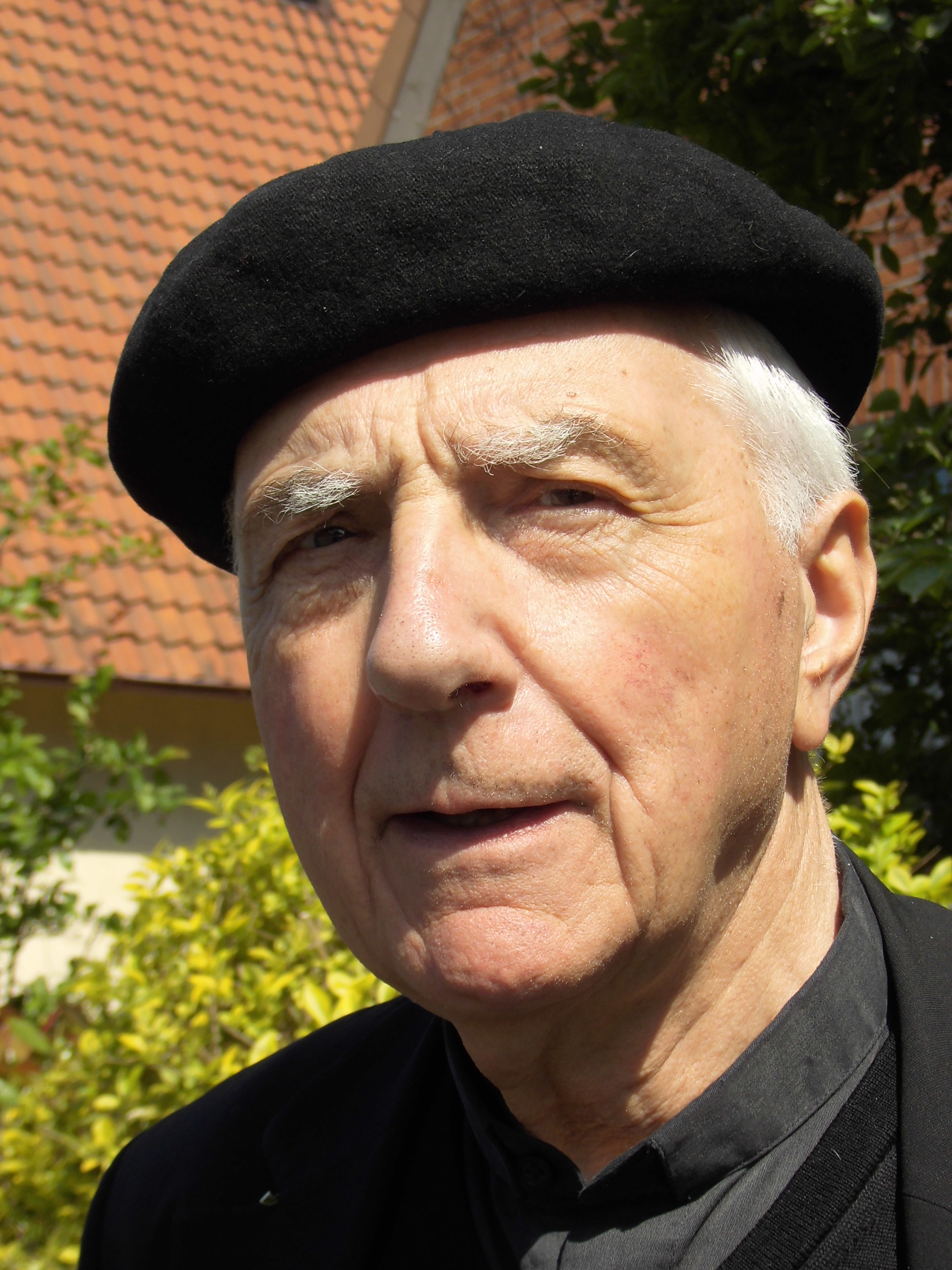
Nikolaus Wyrwoll (2014)

Nikolaus Wyrwoll (eigentlich Klaus Wyrwoll, * 31. August 1938 in Beuthen, Provinz Oberschlesien) ist ein deutscher römisch-katholischer Geistlicher, dem die Ökumene und würdige Gestaltung der Gottesdienste ständige Anliegen sind.

## Leben

### Jugendzeit
Wyrwoll ist das erste von sieben Kindern des Studienassessors Johannes Wyrwoll und Erika geb. Grund. Nach kurzer Kindheit im oberschlesischen Beuthen (heute Bytom) und Flucht vor der Ostfront über Neisse/O.S. 1945 nach Köppernig, kam er im Juni 1946 mit seiner Großfamilie durch die Vertreibung nach Wunstorf bei Hannover. Er war dort Ministrant in der katholischen Diasporagemeinde St. Bonifatius, 1952 Mitbegründer des Pfadfinderstammes St. Bonifatius der Deutschen Pfadfinderschaft St. Georg (DPSG) und später auch Pfarrjugendführer.
Nach dem Abitur Ostern 1957 am Hölty-Gymnasium trat er als Offizieranwärter in die Bundeswehr ein. Wegen einer Erkrankung beendete er das Dienstverhältnis nach wenigen Wochen und wurde Priesteramtskandidat.

### Studium, Priesterweihe und Promotion

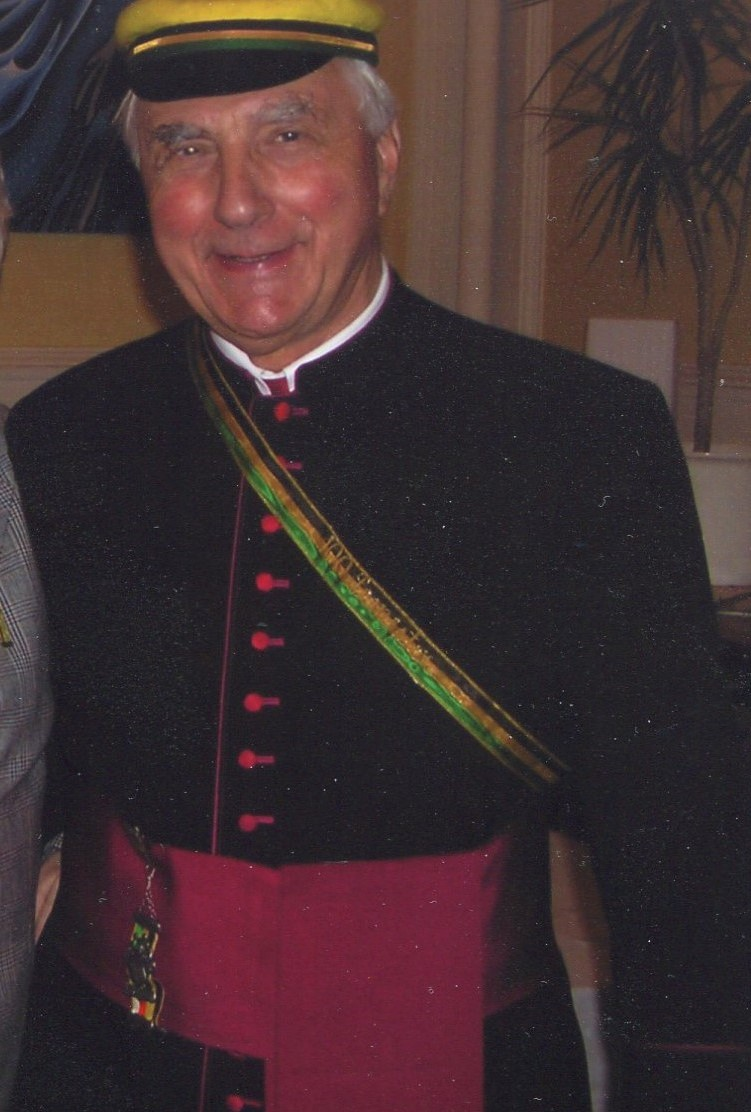
Prälat Mons. Dr. Nikolaus Wyrwoll in den Farben der KDStV Alemannia Greifswald und Münster

Wyrwoll trat 1957 zusammen mit seinem Klassenkameraden Peter Knust in die Benediktinerabtei Gerleve bei Münster ein. Er studierte zunächst in Münster, wo er dem Beispiel seines Vaters folgend der KDStV Alemannia Greifswald und Münster beitrat. Vom Bischof in Hildesheim nach Rom entsandt, wechselte er im selben Jahr in das Priesterseminar Collegium Germanicum et Hungaricum und studierte bis 1965 an der Päpstlichen Universität Gregoriana. Als Seminarist erreichte er mit einem gemeinsamen Schreiben mit Albert Rauch, dass der Vatikan nicht mehr die Ablegung des Antimodernisteneides von orthodoxen Priesteramtskandidaten forderte. Damit war ein Hindernis für ihr Studium der kath. Theologiestudium in Deutschland beseitigt. In Konsequenz folgte die Einrichtung des Ostkirchlichen Instituts in Regensburg (OKI).
In Rom wurde er am 7. April 1962 zum Diakon geweiht, die Priesterweihe empfing er dort am 7. Oktober 1962.
Ein Promotionsstudium schloss sich an. Die 1965 vorgelegte Dissertation wurde aufgrund ihrer bleibenden Aktualität 45 Jahre später als Buch veröffentlicht und positiv rezensiert.
Als „Germaniker“ des Collegium Germanicum et Hungaricum war er Teilnehmer an zahlreichen Germaniker-Treffen. Die Herausgabe des „Katalogs des Pontificium Collegium Germanicum Hungaricum“, dem jährlich erscheinenden Verzeichnis aller Studenten des Kollegs, den er zusammen mit Wilhelm Ott bearbeitete, verantwortete er bis zur Ausgabe 2014.

### Wirken in Pfarrgemeinden
Seine Kaplanszeit absolvierte er 1965 an der St.-Marien-Kirche in Rehburg-Loccum und St. Peter und Paul in Neustadt, 1966–1969 an St. Elisabeth in Hildesheim und schließlich 1969 an St. Joseph in Bevensen.
In Göttingen war er von 1986 bis 1990 als Pfarrer an der St.-Paulus-Kirche und Dechant.

### Mitwirkung in übergeordneten Einrichtungen
1969 bis 1976 war er Geistlicher Leiter und Dozent der Katholischen Akademie Jakobushaus in Goslar (und zeitweise zeitgleich Pfarrer von Grauhof).
Danach danach begann seine Mitarbeit im OKI. Dadurch lernte er zahlreiche orthodoxe Priesteramtskandidaten kennen. Zu vielen von diesen, die zwischenzeitlich hohe Ämter in ihren Kirchen und Klöstern bekleiden, hegt er gute Verbindungen. Den Priester Kyrill, heute Metropoliten Kyrill I., lernte er 1978 kennen.
1970 bis 2011 gehörte er der Arbeitsgemeinschaft Kirchen des Ostens der Deutschen Bischofskonferenz an.
1976 bis 1982 war er im Sekretariat des Päpstlichen Rats zur Förderung der Einheit der Christen und von 1988 bis 2013 dessen Konsultor.
1982 bis 1986 leitete er das Katholische Büro Niedersachsen in Hannover.
Von 1984 bis 2005 war er Prior der Norddeutschen Provinz des Ritterordens vom Heiligen Grab zu Jerusalem.
1988 bis 2011 beriet er die Deutsche Bischofskonferenz in der Ökumene-Kommission.
Seit 2007 ist er in der Arbeitsgemeinschaft Christlicher Kirchen in Niedersachsen und seit 2009 auch in Bayern tätig.
Seit 2019 ist er Domkapitular im Erzbistum Smyrna/Izmir.

### Ökumene und Orthodoxie
1986 wurde er Bischöflicher Beauftragter in seinem Heimatbistum Hildesheim für die Kontakte mit den Kirchen des Ostens, seit 2007 regulär Ökumene-Beauftragter des Bistums.
Seit 1990 ist er stellvertretender Leiter des Ostkirchlichen Instituts (OKI) in Regensburg und damit maßgeblich an der Herausgabe von Orthodoxia beteiligt. Seine Mitarbeit im OKI begann bereits 1976.
Seit 2007 ist er auch Mitglied der Gemeinsamen Kommission der Deutschen Bischofskonferenz und der Orthodoxen Kirchen in Deutschland sowie seit 2008 der Ökumene-Kommission im Bistum Regensburg und der katholischen Bistümer in Bayern.
Am 22. September 2009 war er zur Überreichung der deutschen Ausgabe der Texte des Patriarch Kyrill mit Barbara Hallensleben und dem Guido Vergauwen, bei Patriarch Kyrill I.

### Weiteres Wirken
1974 begleitete er Winfried Henze, Redakteur der Hildesheimer-Kirchenzeitung, bei einer Recherche über Opus Dei nach Spanien. Dabei gewannen beide zunehmend die Erkenntnisse und Eindrücke, wie sie Peter Hertel 1985 veröffentlichte.
1976 besuchte er Miguel Jordà in Santiago de Chile. Diesen hatte Wyrwoll 1974 als Erforscher der religiösen chilenischen Volkslieder kennengelernt und unterstützt. Seine Reise diente vor allem dem Ziel, „das Image dieses Landes gegenüber der permanenten Negativ-Vorstellung durch linksorientierte Medien zu verbessern.“ Bei der Vorstellung dieses Meinungsbildes über das Chile Pinochets im Rotary-Club von Santiago erntete er Heiterkeit. Bei einer Überlandfahrt am 8. Januar wurden jedoch beide Priester bei Melipila als „Extremisten“ verhaftet und der Geheimpolizei DINA übergeben. Erst nach mehr als 24 Stunden und der Abpressung von Unterschriften zur Verharmlosung ihrer Behandlung wurden sie ausgesetzt. Der deutsche Botschafter war sich über die Zustände unter Pinochet im klaren. Dennoch wollte er kaum glauben, was Wyrwoll ihm berichtete. Dann sprach er von „Wunder“, denn „nach dem jetzigen brutalen Usus kommt man nach so einem ja offenbar unberechtigten Verhör durch einen Autounfall um“. Zur Sicherheit brachte der deutsche Botschafter Wyrwoll bis zum Flugzeug und wartete, bis es anrollte.
Im September 1993 besuchte er in Bremen Arno Peters, dessen flächentreue Weltkarte er als wertvolle Darstellung schätzte.
Im Jahr 2006 stiftete Wyrwoll gemeinsam mit Barbara Hallensleben und Guido Vergauwen als weiteren Initiatoren die Silberne Rose des heiligen Nikolaus von Myra. Erster Empfänger war Metropolit Kirill, seit 27. Januar 2009 Patriarch von Moskau und ganz Russland. Die Initiatoren übergaben die Rose in Rom bei der neuen russischen Kirche Chiesa di Santa Caterina martire im Park der Villa Abamelek, der Residenz des Botschafters der Russischen Föderation, an Kyrill.
Die Auszeichnung von Patriarch Kyrill I. mit der Silbernen Rose des Heiligen Nikolaus geriet 2023 in die Kritik.

### Ruhestand
Nach seiner Emeritierung verlegte Wyrwoll seinen Wohnsitz nach Istanbul. Er lebte im Kloster St. Georg und pflegt vielseitige Kontakte, bevorzugt zu den orthodoxen Kirchen.
Im Januar 2024 kehrte er zurück nach Deutschland, um sich zunächst einmal gesundheitlich durchchecken zu lassen. Nach kurzer Zeit bei seiner Schwester in Hetzerath zog er in seine Heimatdiözese Hildesheim, um hier in der Nähe alter Freunde und Bekannter und unweit seiner Geburtsstadt Wunstorf seinen Lebensabend in St. Paulus (Hildesheim) der Barmherzigen Schwestern zu verbringen. 
Im St. Georgsblatt, im Rückblick auf seine Jahre in Istanbul, schrieb Gerda Willam, dass das Gebet Wyrwolls ständiger Begleiter sein werde. Ebenso spricht sie seine Fähigkeit an, seinen Gegenüber mit dessen Glauben wahrzunehmen. Und: Wyrwoll fand in 2019 die Aussage von Gregor von Nazianz, dass „Ruhe die einzige Sicherheit für das Seelenheil ist.“ (Volltext siehe dort). Und er gehe wie dieser theologischen Diskussionen zunehmend aus dem Weg.

## Ehrungen und Auszeichnungen
- 1975 Kaplan Seiner Heiligkeit (Monsignore)
- 1984 Ritter vom Heiligen Grab (1984; Rangerhöhung zum Offizier)
- 1987 Ehrenprälat Seiner Heiligkeit
- 1999 Ehrendoktor der Orthodoxen Theologischen Fakultät der Universität Minsk
- 2003 Orden des Friedenstiftenden Fürsten Daniel
- 2004 Bundesverdienstkreuz am Bande
- 2008 Orden des hl. Kyrill von Turau
- 2009 Orden des hl. Sergius von Radonesch
- 2013 Bonifatiusmedaille[14] der Deutschen Bischofskonferenz[15]
- 2014 „Nikolaus-Preis“ des Instituts für ökumenisch-patristische Theologie der Theologischen Fakultät von Apulien[16][17]
- 2014 Ehrendomherr der Kathedrale in Freiburg im Üechtland
- 2018 Ehrenpräsident des Zentrums für das Studium der Ostkirchen am Institut für Ökumenische Studien der Universität Freiburg Schweiz

In 2008 ehrte ihn Papst Benedikt XVI. durch die ansonsten absolut unübliche namentliche Begrüßung im Rahmen des Willkommens an eine Hildesheimer Pilgergruppe, die mit ihrem Bischof und Prälat Wyrwoll an der Generalaudienz teilnahm.
Am 24. November 2013 fand ihm zu Ehren in Hildesheim eine Emeritierungsfeier unter Leitung von Bischof Trelle in St. Godehard (Hildesheim) statt.